# Ennugarret
Ennugarret är en ö i Marshallöarna.   Den ligger i kommunen Kwajalein, i den nordvästra delen av Marshallöarna, 500 km nordväst om huvudstaden Majuro. Arean är 0,12 kvadratkilometer.
Ennugarret långtidshyrs av USA fram till år 2066. Området är en del av RTS Ronald Reagan Ballistic Missile Defense Test Site.
Terrängen på Ennugarret är platt. Öns högsta punkt är 16 meter över havet. 